# Campeonato Gaúcho de Futebol de 2022 - Série A
O Campeonato Gaúcho de Futebol de 2022 - Série A, oficialmente denominado Gauchão Ipiranga 2022, foi a 102ª edição da competição organizada anualmente pela Federação Gaúcha de Futebol.Foi vencido pelo Grêmio FBPA em final sobre o Ypiranga de Erechim, este título foi o de número 41, e o quinto consecutivo para o Tricolor.

## Formato de disputa
O campeonato continuará a ser disputado em turno único. A primeira fase reunirá as doze equipes em grupo único, onde enfrentam-se entre si em jogos apenas de ida. Os quatro primeiros colocados serão classificados para a segunda fase, enquanto os dois últimos colocados serão rebaixados para a Divisão de Acesso de 2023.
A segunda fase será disputada no formado de mata-mata, com as semifinais, onde as quatro equipes classificadas da primeira fase disputam em jogos de ida e volta, e a final, onde as duas equipes classificadas da semifinal disputam jogos de ida e volta para definir o campeão da competição.
Ao final do campeonato, a equipe melhor colocada, excetuando-se dupla Grenal e que não tenha disputado a final, será declarada campeã do interior. As três equipes melhores colocadas na classificação geral classificar-se-ão para a Copa do Brasil de 2023, porém, caso estas equipes já tenham conquistado a vaga por outro método, a vaga será repassada a equipe subsequente. Também será disponibilizada três vagas para a Série D de 2023, que será distribuída para os mais bem colocados que já não estejam classificados para alguma divisão do Campeonato Brasileiro de Futebol.

## Participantes
| Equipe                                         | Cidade               | Estádio          | Capacidade | Em 2021       | Títulos (Último) |
| ---------------------------------------------- | -------------------- | ---------------- | ---------- | ------------- | ---------------- |
| Clube Esportivo Aimoré                         | São Leopoldo         | Cristo-Rei       | 10 000     | 7º            | 0 (não possui)   |
| Grêmio Esportivo Brasil                        | Pelotas              | Caldeirão        | 10 500     | 9º            | 1 (1919)         |
| Sociedade Esportiva e Recreativa Caxias do Sul | Caxias do Sul        | Centenário       | 22 132     | 4º            | 1 (2000)         |
| Grêmio Foot-Ball Porto Alegrense               | Porto Alegre         | Arena do Grêmio  | 55 662     | 1º            | 40 (2021)        |
| Guarany Futebol Clube                          | Bagé                 | Estrela d'alva   | 10 000     | 2º (Série A2) | 2 (1938)         |
| Sport Club Internacional                       | Porto Alegre         | Beira-Rio        | 50 128     | 2º            | 45 (2016)        |
| Esporte Clube Juventude                        | Caxias do Sul        | Alfredo Jaconi   | 19 924     | 3º            | 1 (1998)         |
| Esporte Clube Novo Hamburgo                    | Novo Hamburgo        | Estádio do Vale  | 5 196      | 10º           | 1 (2017)         |
| Esporte Clube São José                         | Porto Alegre         | Passo d'Areia    | 10 646     | 6º            | 0 (não possui)   |
| Esporte Clube São Luiz                         | Ijuí                 | 19 de Outubro    | 5 217      | 8º            | 0 (não possui)   |
| União Frederiquense de Futebol                 | Frederico Westphalen | Arena União      | 1 400      | 1º (Série A2) | 0 (não possui)   |
| Ypiranga Futebol Clube                         | Erechim              | Colosso da Lagoa | 22 000     | 5º            | 0 (não possui)   |

## Estádios
| Aimoré | Brasil de Pelotas | Caxias | Guarany de Bagé     |
| --- | --- | --- | ------------------- |
| Cristo-Rei | Bento Freitas | Centenário | Estrela D'Alva      |
| Capacidade: 10 000 | Capacidade: 10 500 | Capacidade: 22 132 | Capacidade: 10 000  |
| | | |                     |
| Grêmio | \| Grêmio Internacional São José Juventude Caxias Ypiranga União Frederiquense Brasil de Pelotas Aimoré Novo Hamburgo São Luiz GuaranyLocalização da sede dos clubes no estado. \| | \| Grêmio Internacional São José Juventude Caxias Ypiranga União Frederiquense Brasil de Pelotas Aimoré Novo Hamburgo São Luiz GuaranyLocalização da sede dos clubes no estado. \| | Internacional       |
| Arena do Grêmio | \| Grêmio Internacional São José Juventude Caxias Ypiranga União Frederiquense Brasil de Pelotas Aimoré Novo Hamburgo São Luiz GuaranyLocalização da sede dos clubes no estado. \| | \| Grêmio Internacional São José Juventude Caxias Ypiranga União Frederiquense Brasil de Pelotas Aimoré Novo Hamburgo São Luiz GuaranyLocalização da sede dos clubes no estado. \| | Beira-Rio           |
| Capacidade: 55 662 | \| Grêmio Internacional São José Juventude Caxias Ypiranga União Frederiquense Brasil de Pelotas Aimoré Novo Hamburgo São Luiz GuaranyLocalização da sede dos clubes no estado. \| | \| Grêmio Internacional São José Juventude Caxias Ypiranga União Frederiquense Brasil de Pelotas Aimoré Novo Hamburgo São Luiz GuaranyLocalização da sede dos clubes no estado. \| | Capacidade: 50 128  |
| | \| Grêmio Internacional São José Juventude Caxias Ypiranga União Frederiquense Brasil de Pelotas Aimoré Novo Hamburgo São Luiz GuaranyLocalização da sede dos clubes no estado. \| | \| Grêmio Internacional São José Juventude Caxias Ypiranga União Frederiquense Brasil de Pelotas Aimoré Novo Hamburgo São Luiz GuaranyLocalização da sede dos clubes no estado. \| |                     |
| Juventude | \| Grêmio Internacional São José Juventude Caxias Ypiranga União Frederiquense Brasil de Pelotas Aimoré Novo Hamburgo São Luiz GuaranyLocalização da sede dos clubes no estado. \| | \| Grêmio Internacional São José Juventude Caxias Ypiranga União Frederiquense Brasil de Pelotas Aimoré Novo Hamburgo São Luiz GuaranyLocalização da sede dos clubes no estado. \| | Novo Hamburgo       |
| Alfredo Jaconi | \| Grêmio Internacional São José Juventude Caxias Ypiranga União Frederiquense Brasil de Pelotas Aimoré Novo Hamburgo São Luiz GuaranyLocalização da sede dos clubes no estado. \| | \| Grêmio Internacional São José Juventude Caxias Ypiranga União Frederiquense Brasil de Pelotas Aimoré Novo Hamburgo São Luiz GuaranyLocalização da sede dos clubes no estado. \| | Estádio do Vale     |
| Capacidade: 12 859 | \| Grêmio Internacional São José Juventude Caxias Ypiranga União Frederiquense Brasil de Pelotas Aimoré Novo Hamburgo São Luiz GuaranyLocalização da sede dos clubes no estado. \| | \| Grêmio Internacional São José Juventude Caxias Ypiranga União Frederiquense Brasil de Pelotas Aimoré Novo Hamburgo São Luiz GuaranyLocalização da sede dos clubes no estado. \| | Capacidade: 5 196   |
| | \| Grêmio Internacional São José Juventude Caxias Ypiranga União Frederiquense Brasil de Pelotas Aimoré Novo Hamburgo São Luiz GuaranyLocalização da sede dos clubes no estado. \| | \| Grêmio Internacional São José Juventude Caxias Ypiranga União Frederiquense Brasil de Pelotas Aimoré Novo Hamburgo São Luiz GuaranyLocalização da sede dos clubes no estado. \| |                     |
| União Frederiquense | São José-RS | São Luiz | Ypiranga de Erechim |
| Arena União | Passo d'Areia | 19 de Outubro | Colosso da Lagoa    |
| Capacidade: 1 400 | Capacidade: 10 646 | Capacidade: 5 217 | Capacidade: 22 000  |
| | | |                     |
| Grêmio Internacional São José Juventude Caxias Ypiranga União Frederiquense Brasil de Pelotas Aimoré Novo Hamburgo São Luiz GuaranyLocalização da sede dos clubes no estado. | | |                     |

## Primeira fase
| Pos | Equipes             | Pts | J  | V | E | D | GP | GC | SG  | %  | Classificação ou rebaixamento      |
| --- | ------------------- | --- | -- | - | - | - | -- | -- | --- | -- | ---------------------------------- |
| 1   | Ypiranga de Erechim | 21  | 11 | 6 | 3 | 2 | 17 | 8  | +9  | 64 | Classificados à fase final         |
| 2   | Grêmio              | 21  | 11 | 6 | 3 | 2 | 18 | 10 | +8  | 64 | Classificados à fase final         |
| 3   | Internacional       | 19  | 11 | 5 | 4 | 2 | 13 | 10 | +3  | 58 | Classificados à fase final         |
| 4   | Brasil de Pelotas   | 16  | 11 | 3 | 7 | 1 | 12 | 11 | +1  | 48 | Classificados à fase final         |
| 5   | Caxias              | 15  | 11 | 4 | 3 | 4 | 15 | 9  | +6  | 45 |                                    |
| 6   | São José-RS         | 15  | 11 | 4 | 3 | 4 | 10 | 10 | 0   | 45 |                                    |
| 7   | Novo Hamburgo       | 15  | 11 | 3 | 6 | 2 | 11 | 10 | +1  | 45 |                                    |
| 8   | Aimoré              | 14  | 11 | 4 | 2 | 5 | 9  | 11 | –2  | 42 |                                    |
| 9   | São Luiz            | 13  | 11 | 3 | 4 | 4 | 6  | 12 | –6  | 39 |                                    |
| 10  | Juventude           | 11  | 11 | 2 | 5 | 4 | 9  | 9  | 0   | 33 |                                    |
| 11  | União Frederiquense | 9   | 11 | 2 | 3 | 6 | 8  | 16 | –8  | 27 | Rebaixados para a Série A2 de 2023 |
| 12  | Guarany de Bagé     | 6   | 11 | 1 | 3 | 7 | 7  | 19 | –12 | 18 | Rebaixados para a Série A2 de 2023 |

### Jogos da primeira fase

#### 1° Rodada
| 26 de janeiro de 2022 | Juventude                | 1 – 2     | Internacional                   | Caxias do Sul           |  |
| 16:00                 | Ricardo Bueno 81' (pen.) | Relatório | 49' Maurício · 54' Yuri Alberto | Estádio: Alfredo Jaconi |  |

| 26 de janeiro de 2022 | Grêmio                       | 2 – 1     | Caxias            | Porto Alegre             |  |
| 19:00                 | Elias Manoel 32', 54' (pen.) | Relatório | 74' Heitor Santos | Estádio: Arena do Grêmio |  |

| 26 de janeiro de 2022 | União Frederiquense | 1 – 1     | Novo Hamburgo          | Frederico Westphalen |  |
| 20:00                 | Eliomar 63'         | Relatório | 10' Alexandre Zurawski | Estádio: Arena União |  |

| 26 de janeiro de 2022 | Aimoré | 0 – 0     | Brasil de Pelotas | São Leopoldo        |  |
| 21:30                 |        | Relatório |                   | Estádio: Cristo-rei |  |

| 27 de janeiro de 2022 | Ypiranga de Erechim                     | 2 – 1     | São Luiz               | Erechim                   |  |
| 19:00                 | Lucas de Oliveira 38' · Luiz Felipe 44' | Relatório | 13' Jean Dias da Costa | Estádio: Colosso da Lagoa |  |

| 27 de janeiro de 2022 | São José-RS           | 1 – 0     | Guarany de Bagé | Porto Alegre           |  |
| 21:30                 | Marcelinho Junior 37' | Relatório |                 | Estádio: Passo D'Areia |  |

#### 2° Rodada
| 29 de janeiro de 2022 | Brasil de Pelotas       | 1 – 1     | Grêmio                 | Pelotas                |  |
| 16:30                 | Paulo Victor 86', 90+4' | Relatório | 48' (pen) Elias Manoel | Estádio: Bento Freitas |  |

| 29 de janeiro de 2022 | Internacional                        | 2 – 0     | União Frederiquense | Porto Alegre       |  |
| 19:00                 | Wesley 14' (pen.) · D'Alessandro 84' | Relatório |                     | Estádio: Beira Rio |  |

| 30 de janeiro de 2022 | Caxias             | 1 – 1     | São José-RS            | Caxias do Sul       |  |
| 16:00                 | Giovane 63' (pen.) | Relatório | 72' Crystopher Ribeiro | Estádio: Centenário |  |

| 30 de janeiro de 2022 | Guarany de Bagé | 0 – 1     | Aimoré            | Bagé                    |  |
| 16:00                 |                 | Relatório | 63' Adriano Klein | Estádio: Estrela D'Alva |  |

| 30 de janeiro de 2022 | São Luiz  | 1 – 0     | Juventude | Ijuí                   |  |
| 19:00                 | Ariel 53' | Relatório |           | Estádio: 19 de Outubro |  |

| 30 de janeiro de 2022 | Novo Hamburgo    | 1 – 0     | Ypiranga de Erechim | Novo Hamburgo    |  |
| 19:00                 | Vini Peixoto 88' | Relatório |                     | Estádio: do Vale |  |

#### 3° Rodada
| 2 de fevereiro de 2022 | Grêmio                      | 2 – 1     | São José-RS     | Porto Alegre             |  |
| 16:30                  | Campaz 6' · Diego Souza 65' | Relatório | 48' Bruno Jesus | Estádio: Arena do Grêmio |  |

| 2 de fevereiro de 2022 | Ypiranga de Erechim                                            | 3 – 1     | União Frederiquense | Erechim                   |  |
| 19:00                  | Diego Porfirio 24' · Bruno Bispo 36' · Erick Samuel Corrêa 58' | Relatório | 88' Daivison Rafael | Estádio: Colosso da Lagoa |  |

| 2 de fevereiro de 2022 | São Luiz | 0 – 0     | Internacional | Ijuí                   |  |
| 19:00                  |          | Relatório |               | Estádio: 19 de outubro |  |

| 2 de fevereiro de 2022 | Brasil de Pelotas                                       | 4 – 1     | Guarany de Bagé          | Pelotas                |  |
| 21:30                  | Joanderson 4', 26' · Marllon Pereira 35' · Helerson 54' | Relatório | 58' (pen.) Eduardo Gomes | Estádio: Bento Freitas |  |

| 3 de fevereiro de 2022 | Aimoré       | 0 – 2     | Caxias                         | São Leopoldo        |  |
| 19:00                  | Henrique 60' | Relatório | 20' Diogo Sodré · 33' Jonathan | Estádio: Cristo-Rei |  |

| 3 de fevereiro de 2022 | Juventude        | 1 – 1     | Novo Hamburgo    | Caxias do Sul           |  |
| 21:30                  | Gabriel Tota 64' | Relatório | 67' Júnior Timbó | Estádio: Alfredo Jaconi |  |

#### 4° Rodada
| 5 de fevereiro de 2022 | Ypiranga de Erechim                        | 3 – 1     | Internacional      | Erechim                   |  |
| 16:30                  | Lorran Rosendo 24' · Erick Samuel 51', 52' | Relatório | 45+2' Bruno Mendez | Estádio: Colosso da Lagoa |  |

| 6 de fevereiro de 2022 | Caxias                                                                  | 4 – 0     | Brasil de Pelotas | Caxias do Sul       |  |
| 16:00                  | Matheus dos Santos 13', 18' · Matheus Martins 43' · Jhonatan Lisboa 55' | Relatório |                   | Estádio: Centenário |  |

| 6 de fevereiro de 2022 | União Frederiquense                            | 2 – 1     | Juventude    | Frederico Westphalen    |  |
| 18:30                  | João Vitor 42' · Anderson da Silva 90+7' (pen) | Relatório | 52' Capixaba | Estádio: Arena do União |  |

| 6 de fevereiro de 2022 | Novo Hamburgo | 0 – 0     | São Luiz | Novo Hamburgo    |  |
| 19:00                  |               | Relatório |          | Estádio: do Vale |  |

| 6 de fevereiro de 2022 | São José-RS | 0 – 2     | Aimoré                                                     | Porto Alegre           |  |
| 19:00                  | Jadson 90'  | Relatório | 28' Wagner Ricardo · 90+5' Paulinho Dias · 90' Marcelo Gil | Estádio: Passo D'Areia |  |

| 6 de fevereiro de 2022 | Grêmio                         | 2 – 0     | Guarany de Bagé | Porto Alegre             |  |
| 19:30                  | Janderson 2' · Diego Souza 60' | Relatório |                 | Estádio: Arena do Grêmio |  |

#### 5° Rodada
| 9 de fevereiro de 2022 | São Luiz           | 1 – 0     | União Frederiquense | Ijuí                   |  |
| 19:00                  | Paulo Martinho 82' | Relatório |                     | Estádio: 19 de Outubro |  |

| 9 de fevereiro de 2022 | Aimoré     | 1 – 2     | Grêmio                                                | São Leopoldo        |  |
| 20:30                  | Wesley 60' | Relatório | 78' Villasanti · 87' Rodrigues · 90' Gustavo Henrique | Estádio: Cristo-Rei |  |

| 9 de fevereiro de 2022 | Internacional | 1 – 1     | Novo Hamburgo     | Porto Alegre       |  |
| 21:30                  | Taison 66'    | Relatório | 55' Michel Renner | Estádio: Beira Rio |  |

| 9 de fevereiro de 2022 | Guarany de Bagé   | 1 – 1     | Caxias                 | Bagé                    |  |
| 21:30                  | Eduardo Gomes 85' | Relatório | 41' Matheus dos Santos | Estádio: Estrela D'Alva |  |

| 10 de fevereiro de 2022 | Brasil de Pelotas                  | 1 – 0     | São José-RS | Pelotas                |  |
| 19:00                   | Marcelinho 76' · Luiz Henrique 82' | Relatório |             | Estádio: Bento Freitas |  |

| 10 de fevereiro de 2022 | Juventude | 0 – 0     | Ypiranga de Erechim | Caxias do Sul           |  |
| 19:00                   |           | Relatório |                     | Estádio: Alfredo Jaconi |  |

#### 6° Rodada
| 12 de fevereiro de 2022 | Caxias | 0 – 1     | Internacional | Caxias do Sul       |  |
| 16:30                   |        | Relatório | 86' Mauricio  | Estádio: Centenário |  |

| 12 de fevereiro de 2022 | Guarany de Bagé                            | 2 – 2     | São Luiz                    | Bagé                    |  |
| 18:00                   | Marcos Paulo 25' · Eduardo Gomes 86' (pen) | Relatório | 16' Juba · 81' (pen]) Ariel | Estádio: Estrela D'Alva |  |

| 12 de fevereiro de 2022 | Aimoré                                        | 2 – 0     | União Frederiquense | São Leopoldo        |  |
| 21:00                   | Nata Felipe Amorim 20' · Adriano Felipe 90+4' | Relatório |                     | Estádio: Cristo-Rei |  |

| 13 de fevereiro de 2022 | Brasil de Pelotas | 1 – 1     | Novo Hamburgo          | Pelotas                |  |
| 16:00                   | Rafael Augusto 2' | Relatório | 45' Alexandre Zurawski | Estádio: Bento Freitas |  |

| 13 de fevereiro de 2022 | São José-RS | 0 – 0     | Ypiranga de Erechim | Porto Alegre           |  |
| 19:00                   |             | Relatório |                     | Estádio: Passo D'Areia |  |

| 13 de fevereiro de 2022 | Grêmio      | 1 – 1     | Juventude    | Porto Alegre             |  |
| 19:00                   | Nicolas 90' | Relatório | 81' Capixaba | Estádio: Arena do Grêmio |  |

#### 7° Rodada
| 16 de fevereiro de 2022 | União Frederiquense                                    | 3 – 1     | Grêmio                 | Frederico Westphalen    |  |
| 19:00                   | Jender Ribeiro 25' · Eliomar 47' · Laion Rodrigues 70' | Relatório | 29' (pen) Elias Manoel | Estádio: Arena do União |  |

| 16 de fevereiro de 2022 | São Luiz               | 1 – 0     | Caxias | Ijuí                   |  |
| 19:00                   | Paulo dos Santos 90+2' | Relatório |        | Estádio: 19 de Outubro |  |

| 16 de fevereiro de 2022 | Internacional | 1 – 1     | Brasil de Pelotas | Porto Alegre       |  |
| 21:30                   | Taison 44'    | Relatório | 52' Paulo Victor  | Estádio: Beira Rio |  |

| 16 de fevereiro de 2022 | Novo Hamburgo                        | 2 – 0     | Guarany de Bagé | Novo Hamburgo    |  |
| 21:30                   | Michel Renner 37' · Júnior Timbó 52' | Relatório |                 | Estádio: do Vale |  |

| 17 de fevereiro de 2022 | Ypiranga de Erechim                             | 3 – 0     | Aimoré | Erechim                   |  |
| 19:00                   | Wellington Rodrigues 13' · Bruno Bispo 39', 89' | Relatório |        | Estádio: Colosso da Lagoa |  |

| 17 de fevereiro de 2022 | Juventude                          | 2 – 0     | São José-RS | Caxias do Sul           |  |
| 21:30                   | William Matheus 52' · Capixaba 64' | Relatório |             | Estádio: Alfredo Jaconi |  |

#### 8° Rodada
| 19 de fevereiro de 2022 | Grêmio                                                          | 4 – 0     | São Luiz | Porto Alegre             |  |
| 16:30                   | Diego Souza 11' · Rildo 16' · Nicolas 63' · Janderson 78' (pen) | Relatório |          | Estádio: Arena do Grêmio |  |

| 19 de fevereiro de 2022 | Guarany de Bagé                                  | 1 – 0     | União Frederiquense | Bagé                    |  |
| 19:00                   | Raphael Ribeiro 90+4' (pen) · Roger Bastos 90+5' | Relatório |                     | Estádio: Estrela D'Alva |  |

| 20 de fevereiro de 2022 | Brasil de Pelotas     | 1 – 1     | Ypiranga de Erechim  | Pelotas                |  |
| 16:00                   | Marlon dos Santos 74' | Relatório | Hugo Guimarães 90+1' | Estádio: Bento Freitas |  |

| 20 de fevereiro de 2022 | Caxias                                                      | 3 – 1     | Novo Hamburgo         | Caxias do Sul       |  |
| 19:00                   | Diogo Sodré 40' · Thiago Tales 52' · Matheus dos Santos 54' | Relatório | 86' Vinicius Silveira | Estádio: Centenário |  |

| 20 de fevereiro de 2022 | São José-RS                                           | 3 – 2     | Internacional                  | Porto Alegre           |  |
| 20:30                   | Sillas 52' · Kevin Stiven 63' · Cristiano Pereira 68' | Relatório | 36' Edenílson · 87' Caio Vidal | Estádio: Passo D'Areia |  |

| 21 de fevereiro de 2022 | Aimoré     | 1 – 1     | Juventude  | São Leopoldo        |  |
| 20:00                   | Wesley 12' | Relatório | 29' Zárate | Estádio: Cristo-Rei |  |

#### 9° Rodada
| 26 de fevereiro de 2022 | Juventude           | 0 – 0     | Caxias           | Caxias do Sul           |  |
| 16:30                   | William Matheus 83' | Relatório | 72' Rafael Dumas | Estádio: Alfredo Jaconi |  |

| 26 de fevereiro de 2022 | São Luiz | 0 – 3     | São José-RS                                 | Ijuí                   |  |
| 16:30                   |          | Relatório | 23' Cristiano · 59' (pen) Fábio · 67' David | Estádio: 19 de Outubro |  |

| 27 de fevereiro de 2022 | Novo Hamburgo                            | 2 – 1     | Aimoré    | Novo Hamburgo    |  |
| 16:00                   | Michel Renner 30' · Bustamante 37' (pen) | Relatório | 65' Sassá | Estádio: do Vale |  |

| 27 de fevereiro de 2022 | Ypiranga de Erechim                                  | 3 – 1     | Guarany de Bagé | Erechim                   |  |
| 16:00                   | Matheus Santos 48' · Diego 52' · Guilherme Beléa 93' | Relatório | 90' Wagner      | Estádio: Colosso da Lagoa |  |

| 27 de fevereiro de 2022 | União Frederiquense | 1 – 1     | Brasil de Pelotas | Frederico Westphalen    |  |
| 19:00                   | Jander 17'          | Relatório | 36' (pen) Marllon | Estádio: Arena do União |  |

| 9 de março de 2022 | Internacional | 1 – 0     | Grêmio | Porto Alegre       |  |
| 21:00              | David 45+2'   | Relatório |        | Estádio: Beira Rio |  |

#### 10° Rodada
| 5 de março de 2022 | Novo Hamburgo | 1 – 1     | Grêmio            | Novo Hamburgo    |  |
| 16:30              | Da Silva 26'  | Relatório | 84' Gabriel Silva | Estádio: do Vale |  |

| 5 de março de 2022 | Ypiranga de Erechim       | 2 – 0     | Caxias        | Erechim                   |  |
| 19:00              | Lennon 46' · Falcão 90+8' | Relatório | 90+5' Marcelo | Estádio: Colosso da Lagoa |  |

| 6 de março de 2022 | União Frederiquense | 0 – 0     | São José-RS  | Frederico Westphalen    |  |
| 16:00              | Jander 90+6'        | Relatório | 90+6' Samuel | Estádio: Arena do União |  |

| 6 de março de 2022 | Internacional | 1 – 0     | Aimoré | Porto Alegre       |  |
| 18:15              | David 32'     | Relatório |        | Estádio: Beira Rio |  |

| 6 de março de 2022 | São Luiz            | 1 – 1     | Brasil de Pelotas | Ijuí                   |  |
| 19:00              | Paulinho Santos 73' | Relatório | 35' Paulo Victor  | Estádio: 19 de Outubro |  |

| 6 de março de 2022 | Juventude                    | 2 – 0     | Guarany de Bagé | Caxias do Sul           |  |
| 19:00              | Pita 24' · Vitor Gabriel 85' | Relatório |                 | Estádio: Alfredo Jaconi |  |

#### 11° Rodada
| 12 de março de 2022 | Grêmio                   | 2 – 0     | Ypiranga de Erechim | Porto Alegre             |  |
| 16:30               | Campaz 26' · Bitello 64' | Relatório | 77' Jefferson       | Estádio: Arena do Grêmio |  |

| 12 de março de 2022 | Guarany de Bagé  | 1 – 1     | Internacional  | Bagé                    |  |
| 16:30               | Marcos Paulo 20' | Relatório | 82' Caio Vidal | Estádio: Estrela D'Alva |  |

| 12 de março de 2022 | Aimoré                               | 1 – 0     | São Luiz | São Leopoldo        |  |
| 16:30               | Raphael Soares 89' · Jefferson 90+3' | Relatório |          | Estádio: Cristo-Rei |  |

| 12 de março de 2022 | São José-RS      | 1 – 0     | Novo Hamburgo | Porto Alegre           |  |
| 16:30               | Everton Bala 70' | Relatório |               | Estádio: Passo D'Areia |  |

| 12 de março de 2022 | Brasil de Pelotas | 1 – 0     | Juventude | Pelotas                |  |
| 16:30               | Thiago Santos 1'  | Relatório |           | Estádio: Bento Freitas |  |

| 12 de março de 2022 | Caxias                                  | 3 – 0     | União Frederiquense | Caxias do Sul       |  |
| 16:30               | Diogo Sodré 16' (pen), 51' · França 37' | Relatório | 61' Laion           | Estádio: Centenário |  |

## Fase final
|  | Semifinais          | Semifinais | Semifinais | Semifinais |   |                     | Final | Final | Final | Final |
|  |                     |            |            |            |   |                     |       |       |       |       |
|  | Ypiranga de Erechim | 0          | 3          | 3          |   |                     |       |       |       |       |
|  | Brasil de Pelotas   | 1          | 1          | 2          |   |                     |       |       |       |       |
|  | Brasil de Pelotas   | 1          | 1          | 2          |   | Ypiranga de Erechim | 0     | 1     | 1     |       |
|  |                     |            |            |            |   | Ypiranga de Erechim | 0     | 1     | 1     |       |
|  |                     | Grêmio     | 1          | 2          | 3 |                     |       |       |       |       |
|  | Grêmio              | Grêmio     | 1          | 2          | 3 | 3                   | 0     | 3     |       |       |
|  | Grêmio              |            |            |            |   | 3                   | 0     | 3     |       |       |
|  | Internacional       | 0          | 1          | 1          |   |                     |       |       |       |       |

### Semifinais
| 19 de março de 2022 | Internacional    | 0 – 3     | Grêmio                                                 | Porto Alegre       |  |
| 16:30               | Paulo Victor 62' | Relatório | 10' Elias Manoel · 22' Bitello · 72' (pen) Diego Souza | Estádio: Beira Rio |  |

| 20 de março de 2022 | Brasil de Pelotas  | 1 – 0     | Ypiranga de Erechim | Pelotas                |  |
| 20:30               | Marllon 20' (pen.) | Relatório |                     | Estádio: Bento Freitas |  |

| 23 de março de 2022 | Grêmio            | 0 – 1     | Internacional                   | Porto Alegre             |  |
| 22:15               | Ferreirinha 90+3' | Relatório | Taison 63' · 90+3' Bruno Mendez | Estádio: Arena do Grêmio |  |

| 23 de março de 2022 | Ypiranga de Erechim                             | 3 – 1     | Brasil de Pelotas | Erechim                   |  |
| 19:30               | Erick 25', 79' · Hugo Almeida 69' · Matheus 71' | Relatório | 26' Luizinho      | Estádio: Colosso da Lagoa |  |

### Finais
| 26 de março de 2022 | Ypiranga de Erechim | 0 – 1     | Grêmio                  | Erechim                   |  |
| 16:30               |                     | Relatório | 90+2' (pen) Lucas Silva | Estádio: Colosso da Lagoa |  |

| 02 de abril de 2022 | Grêmio                          | 2 – 1     | Ypiranga de Erechim | Porto Alegre             |  |
| 16:30               | Bruno Alves 45' · Rodrigues 77' | Relatório | 79' Erick           | Estádio: Arena do Grêmio |  |

## Premiação
| Campeonato Gaúcho de 2022         |
| Porto Alegre                      |
| --------------------------------- |
| Grêmio Pentacampeão (41.º título) |

| Campeão do Interior de 2022             |
| Pelotas                                 |
| --------------------------------------- |
| Brasil de Pelotas Campeão (11.º título) |

## Transmissão
O Grupo Globo detêm os direitos de transmissão para Campeonato Gaúcho. O contrato prevê a exclusividade de transmissão para os 72 jogos do Campeonato e o acordo é válido para as edições de 2022 e 2023. Através de sua filiada, RBS TV, transmitirá jogos na TV aberta aos sábados e quartas-feiras. O canal fechado SporTV e o canal por assinatura Premiere, exibirão partidas da dupla Grenal e do Juventude. As demais partidas contarão com transmissões ao vivo (com narração, comentários e reportagem da equipe de Esporte do Grupo RBS) e serão diponibilizadas gratuitamente através do portal Globo Esporte.

### Jogos transmitidos na TV Aberta
Estes jogos foram transmitidos pelo Grupo Globo na TV Aberta, através de sua afiliada, a RBS TV:
| Rodada     | Jogo                | Jogo  | Jogo                | Data                                          |
| ---------- | ------------------- | ----- | ------------------- | --------------------------------------------- |
| 1ª Rodada  | Juventude           | 1 – 2 | Internacional       | Quarta-feira, 26 de janeiro de 2022, 16:00 h  |
| 2ª Rodada  | Brasil de Pelotas   | 1 – 1 | Grêmio              | Sábado, 29 de janeiro de 2022, 16:30 h        |
| 3ª Rodada  | Grêmio              | 2 – 1 | São José-RS         | Quarta-feira, 2 de fevereiro de 2022, 16:30 h |
| 4ª Rodada  | Ypiranga de Erechim | 3 – 1 | Internacional       | Sábado, 5 de fevereiro de 2022, 16:30 h       |
| 5ª Rodada  | –                   | –     | –                   | –                                             |
| 6ª Rodada  | Caxias              | 0 – 1 | Internacional       | Sábado, 12 de fevereiro de 2022, 16:30 h      |
| 7ª Rodada  | –                   | –     | –                   | –                                             |
| 8ª Rodada  | Grêmio              | 4 – 0 | São Luiz            | Sábado, 19 de fevereiro de 2022, 16:30 h      |
| 9ª Rodada  | Juventude           | 0 – 0 | Caxias              | Sábado, 26 de fevereiro de 2022, 16:30 h      |
| 10ª Rodada | Novo Hamburgo       | 1 – 1 | Grêmio              | Sábado, 5 de março de 2022, 16:30 h           |
| 11ª Rodada | Guarany de Bagé     | 1 – 1 | Internacional       | Sábado, 12 de março de 2022, 16:30 h          |
| Semifinal  | Internacional       | 0 – 3 | Grêmio              | Sábado, 19 de março de 2022, 16:30 h          |
| Semifinal  | Grêmio              | 0 – 1 | Internacional       | Quarta-feira, 23 de março de 2022, 22:15 h    |
| Final      | Ypiranga de Erechim | 0 – 1 | Grêmio              | Sábado, 26 de março de 2022, 16:30 h          |
| Final      | Grêmio              | 2 – 1 | Ypiranga de Erechim | Sábado, 2 de abril de 2022, 16:30 h           |

## Estatísticas
Maiores Públicos
Menores Públicos
Médias
As médias de público são calculadas manualmente, levando-se em conta o relatório oficial emitido pela Federação Gaúcha de Futebol, disponíveis no site oficial.
| Pos. | Time                | Média  | Total   | Mandos | Maior  | Menor |
| ---- | ------------------- | ------ | ------- | ------ | ------ | ----- |
| 1    | Grêmio              | 15 093 | 120 746 | 8      | 41 913 | 3 123 |
| 2    | Internacional       | 13 396 | 80 374  | 6      | 31 638 | 3 518 |
| 3    | Brasil de Pelotas   | 3 511  | 24 576  | 7      | 6 864  | 2 136 |
| 4    | Ypiranga de Erechim | 2 332  | 18 654  | 8      | 11 594 | 246   |
| 5    | Juventude           | 2 167  | 13 002  | 6      | 3 657  | 1 583 |
| 6    | Caxias              | 1 473  | 7 367   | 5      | 3 246  | 737   |
| 7    | São Luiz            | 1 349  | 8 092   | 6      | 2 326  | 970   |
| 8    | União Frederiquense | 867    | 4 336   | 5      | 1 378  | 348   |
| 9    | Novo Hamburgo       | 510    | 2 550   | 5      | 1 430  | 186   |
| 10   | Guarany de Bagé     | 428    | 2 138   | 5      | 1 320  | 151   |
| 11   | São José-RS         | 310    | 1 551   | 5      | 926    | 97    |
| 12   | Aimoré              | 302    | 1 809   | 6      | 1 007  | 92    |

## Classificação geral
| Pos. | Equipes             | Pts | J  | V | E | D | GP | GC | SG  | Classificação ou rebaixamento                                    |
| ---- | ------------------- | --- | -- | - | - | - | -- | -- | --- | ---------------------------------------------------------------- |
| 1    | Grêmio              | 30  | 15 | 9 | 3 | 3 | 24 | 12 | +12 | Campeão e Classificado para a Copa do Brasil de 2023             |
| 2    | Ypiranga de Erechim | 24  | 15 | 7 | 3 | 5 | 21 | 13 | +8  | Classificado para a Copa do Brasil de 2023                       |
| 3    | Internacional       | 22  | 13 | 6 | 4 | 3 | 14 | 13 | +1  |                                                                  |
| 4    | Brasil de Pelotas   | 19  | 13 | 4 | 7 | 2 | 14 | 14 | 0   | Campeão do Interior e Classificado para a Copa do Brasil de 2023 |
| 5    | Caxias              | 15  | 11 | 4 | 3 | 4 | 15 | 9  | +6  | Classificado para a Série D 2023                                 |
| 6    | São José-RS         | 15  | 11 | 4 | 3 | 4 | 10 | 10 | 0   |                                                                  |
| 7    | Novo Hamburgo       | 15  | 11 | 3 | 6 | 2 | 11 | 10 | +1  | Classificado para a Série D 2023                                 |
| 8    | Aimoré              | 14  | 11 | 4 | 2 | 5 | 9  | 11 | –2  | Classificado para a Série D 2023                                 |
| 9    | São Luiz            | 13  | 11 | 3 | 4 | 4 | 6  | 12 | –6  |                                                                  |
| 10   | Juventude           | 11  | 11 | 2 | 5 | 4 | 9  | 9  | 0   |                                                                  |
| 11   | União Frederiquense | 9   | 11 | 2 | 3 | 6 | 8  | 16 | –8  | Rebaixados para a Divisão de Acesso de 2023                      |
| 12   | Guarany de Bagé     | 6   | 11 | 1 | 3 | 7 | 7  | 19 | –12 | Rebaixados para a Divisão de Acesso de 2023                      |

- Como Grêmio, Ypiranga, Internacional, Brasil de Pelotas e São José já disputam as três principais divisões do Campeonato Brasileiro, as três vagas para a Série D de 2023 foram repassadas para Caxias, Novo Hamburgo e Aimoré, respectivamente.[14]
- Como Internacional classificou-se para a Copa Libertadores, sua vaga para a primeira fase da Copa do Brasil de 2023 foi repassada para o Brasil de Pelotas.

## Artilheiros da edição[15]
| Jogador         | Time              | Gols marcados | Jogos disputados |
| --------------- | ----------------- | ------------- | ---------------- |
| Erick           | Ypiranga          | 6             | 14               |
| Elias Manoel    | Grêmio            | 5             | 11               |
| Matheus Batista | Caxias            | 4             | 10               |
| Diogo Sodré     | Caxias            | 4             | 11               |
| Marlon          | Brasil de Pelotas | 4             | 13               |
| Diego Souza     | Grêmio            | 4             | 9                |
| Paulo Victor    | Brasil de Pelotas | 3             | 12               |
| Michel Renner   | Novo Hamburgo     | 3             | 11               |
| Bruno Bispo     | Ypiranga          | 3             | 13               |
| Capixaba        | Juventude         | 3             | 11               |
| Taison          | Internacional     | 3             | 9                |
| Eduardo         | Guarany           | 3             | 9                |